# Emblyna hentzi
Emblyna hentzi là một loài nhện trong họ Dictynidae.
Loài này thuộc chi Emblyna. Emblyna hentzi được miêu tả năm 1945 bởi Kaston.